# Alain Duménil
Pour les articles homonymes, voir Duménil.
 (août 2022).
L'article doit être relu — et modifié si nécessaire — par des contributeurs indépendants pour apporter un regard critique aux contributions effectuées en violation des conditions d'utilisation de Wikipédia, tant sur la forme (notamment concernant le style encyclopédique, la proportionnalité) que sur le fond (la neutralité de point de vue, la qualité et l'indépendance des sources).
Alain Duménil, né le 3 mai 1949 à Neuilly-sur-Seine, est un homme d'affaires franco-suisse.
Il était la 465e fortune de France en 2013 (70 millions d'euros).
Alain Duménil a fait fortune en développant et vendant la banque familiale Duménil-Leblé avant le krach de 1987, puis a investi dans l’immobilier à Paris via la société Acanthe Développement. Il s’est ensuite diversifié dans l’industrie et dans le luxe, rachetant les marques Jean-Louis Scherrer et Stéphane Kélian, et a lancé certaines en Bourse, comme le couturier Francesco Smalto et le joaillier Poiray. Il fut également le propriétaire du quotidien économique romand L’Agefi.
En 2017, il a été poursuivi pour des soupçons de fraude fiscale.

## Biographie

### Reprise et développement de la Banque Duménil-Leblé
En 1975, sorti de HEC, Alain Duménil, avec son frère Philippe, hérite à l’âge de 26 ans au décès de leur père, de la société de courtage bancaire parisienne, la Banque Duménil-Leblé, fondée en 1912.
L'établissement, transformé en banque d'affaires, prospère rapidement sous la férule de Jacques Letertre, à qui Alain Duménil a confié les clés en 1985. Jacques Letertre, qui appartenait à la direction du Trésor, âgé d'à peine 28 ans, multiplie par 50 le chiffre d'affaires de Duménil-Leblé.
Duménil-Leblé multiplie en effet « les bons coups » en bourse à une époque où les marchés financiers, dérégulés, explosent. Durant ces « années folles de la finance », Jacques Letertre, qualifié de "Raider", se lance notamment à l'assaut du Groupe Rivaud, avec l'aide de la banque Stern, dirigée alors par Jean Peyrelevade. La prise de contrôle manque de peu mais le binôme en retirera une très importante plus-value.
En 1987, l'audace et les idées de Jacques Letertre séduisent Carlo De Benedetti , un homme d'affaires italien, et Alain Minc, alors président de Cerus (Compagnies européennes réunies). Il achète 25 % de la banque Duménil Leblé. La même année, Alain Duménil s'établit en Suisse.Cerus fusionne avec la banque en 1989. L'année suivante, le bénéfice net de Duménil-Leblé  est en augmentation de 18,5 %, à 79,68 millions de francs contre 67,21 en 1989. En ce qui concerne le groupe Duménil Leblé, le résultat net consolidé part du groupe s'établit à 65,64 millions de francs, en hausse de 28% par rapport à l'année précédente (50,9 millions). Sept années après le rachat, Cerus se résout à fermer la banque Duménil-Leblé, devenue un gouffre financier, en janvier 1996.

### Docks Industriels - rebaptisés AD Capital
En 1990, Alain Duménil prend le contrôle de cette société cotée au comptant.

### Tentative d'OPA sur la Société générale de Belgique
Associée à la banque Dumenil Leblé, qui détient 18,6% du capital du groupe financier belge, Cirus lance une OPA (Offre publique d'achat) contre le premier holding du pays en 1987.

### Comptoir des Fers et Métaux
Il acquiert à titre personnel 51 % du capital du Comptoir des Fers et Métaux - ce qui valorise au total cette société cotée sur le marché au comptant à 25,1 millions de francs.

### Société foncière Acanthe Développement
En 1993, Alain Duménil rachète la société foncière Acanthe Développement dont le cours en bourse explose en 1999. La cote de l'action passe en effet de 1,17 euro à la fin de 1998, à 15,80 euros fin 1999, pour atteindre 29 euros à l'été 2000. Son secret : « Une stratégie simple d'acquisitions différenciées qui consiste à acheter au creux de la vague pour revendre au-dessus de la fourchette, dans le cadre d'interventions de marchands de biens et dans un marché très actif de surfaces moyennes, comprises entre 1 000 et 5 000 mètres carrés. »  L'actif est composé de 126 000 m², de bureaux et de commerces (75 %) et de logements (25 %) pour une valeur totale de 1,95 milliard de francs, après travaux.
En 2001, la foncière augmente ses actifs de plus de 50 000 m² pour atteindre 243 200 m² - à Paris (34,5 %), en région parisienne (42,5 %) et en province (23 %) - pour une valeur, hors travaux, estimée à 488 millions d'euros.
Alain Duménil met en vente Acanthe Développement en avril 2004 mais en garde finalement le contrôle à 66,1 % via Ardor Investments. Il recentre toutefois l'activité sur l'immobilier haut de gamme de bureaux parisiens et dispose alors d'un patrimoine évalué à 400 millions.

### Groupe Francesco Smalto
Au début des années 2000, Alain Duménil se diversifie dans le secteur du luxe avec la volonté de constituer un groupe de « taille intermédiaire ». Il acquiert le groupe Smalto en 2001.

### France Luxury Group
En 2002, il est contacté par la société France Luxury Group que son actionnaire principale depuis 1995, la DGSE via ses fonds secrets, a des difficultés à gérer - "ce ne sont tout simplement pas des hommes d'affaires" explique un expert. Le propriétaire des marques Jean-Louis Scherrer, Jacques Fath, Emmanuelle Khanh et du chausseur Harel connait des revers de fortune et cherche à se désengager. Ces marques se sont ensuite vu rejoindre par d'autres parmi lesquelles Francesco Smalto, Stéphane Kélian, Louis Féraud ou encore Poiray. Le 21 novembre 2002, Alain Duménil  reprend 82 % du capital de FLG avec Alliance Designers, via un échange de titres, pour une introduction en Bourse. Il dévoile sa stratégie dans Le Figaro : « J'essaie toujours dans mes investissements d'être à contre cycle, et de faire d'une certaine manière le bénéfice à l'achat. »

### Alliance Designers
Il crée le groupe Alliance Designers en 2002 qui rachète de petites sociétés de luxe en difficulté pour les relancer.
En 2006, l'entreprise rachète la marque de chaussure René Mancini, fermée en 2010 : certaines des marques appartenant au groupe ont été revendues (Jean-Louis Scherrer en 2011), d’autres ont pris leur indépendance, conservant Alain Duménil dans leur capital (Jacques Fath, Louis Féraud) et quelques-unes ont été introduites en bourse (Smalto, Poiray). Une d'entre elles, Stéphane Kélian, a déposé le bilan en 2005, reprise ensuite par le groupe Royer.

### AD Industrie
Au début des années 2000, Alain Duménil s'intéresse secteur industriel. Il crée en 2004 le groupe AD Industrie, devenu un acteur du secteur de la sous-traitance aéronautique, notamment auprès des motoristes (principalement Snecma, Turbomeca et Rolls-Royce[source insuffisante]), spécialisé en ingénierie mécanique et hydraulique. Groupe français intervenant sur les secteurs de l’aéronautique, de la défense et de l’énergie (dont nucléaire), et constitué par le rachat et l’intégration successive de PME françaises possédant certaines expertises, AD Industrie affichait en 2012 un chiffre d'affaires de 185 M€ et plus de 1 400 emplois[source insuffisante]. Lors de la 53ᵉ édition du Salon aéronautique du Bourget, l'entreprise française a signé un accord avec le Maroc afin de doubler la capacité de son site de Midparc de Casablanca.

### Mécénat

#### Editions de L'Herne
Alain Duménil a repris les éditions de L’Herne en 2003, maison d’édition indépendante fondée au début des années 1960 et située rue Mazarine à Paris.
Prix Duménil
Il crée en 2007 un prix littéraire doté de 60 000 euros et portant son nom, le Prix Duménil, qui récompensait chaque année, en juin, le livre d'un auteur de langue française paru entre début janvier et fin avril. Ce prix n'est plus remis depuis 2014.

#### Théâtre de Paris
En 1997, Alain Duménil a été le propriétaire du Théâtre de Paris (situé 15, rue Blanche, dans le 9e arrondissement de Paris), il rassemble une salle de 1 100 places ainsi que le Petit Théâtre de Paris de 300 places dont il se séparera en janvier 2013, le revendant à Jacques-Antoine Granjon, le patron de Ventes-privées.com.

### Presse
Début 2009,  le financier et industriel franco-suisse Alain Duménil rachète au groupe GSMN (Genolier Swiss Medical Network SA) 51 % du groupe de presse Agefi SA, qui détient en particulier L'Agefi, un quotidien économique suisse, pour 5 millions de francs suisses (environ 4 millions d’euros).

## Affaires judiciaires
L’ex-banquier français et entrepreneur dans le monde du luxe est connu pour s’être lancé dans un bras de fer financier et judiciaire avec la DGSE.

### Banqueroute frauduleuse de la maison Kélian
Alain Duménil a acquis pour 3 millions d’euros la maison Stéphane Kélian, chausseur français, fin 2003, alors en redressement judiciaire, après un premier dépôt de bilan. L’entreprise est alors séparée en onze entités distinctes, chargées notamment de la vente en boutique, des solderies, de la logistique ou encore de la production. Alain Dumenil procède en 2005 à une augmentation de capital jugée frauduleuse de son groupe.
Alain Duménil est condamné par la justice française, le 27 janvier 2011, à un an de prison avec sursis et 75 000 € d’amende pour complicité de banqueroute et complicité de faux en écriture et usage de faux en écriture dans le cadre de la liquidation de Stephane Kélian Production. La justice lui reproche notamment d’avoir organisé la faillite de l’entreprise en 2005. Toutefois, le 8 octobre 2019, la Cour européenne des droits de l'homme, saisie d'un recours pour violation des droits de la défense, a reconnu que la procédure n'avait pas été respectée (au motif que « la requalification opérée par la Cour d'appel de Grenoble, en cours de délibéré, de l'infraction de banqueroute à complicité de banqueroute a privé le requérant de la possibilité de discuter contradictoirement le bien-fondé de l'accusation pénale dirigée contre lui et de présenter sa défense sur la nouvelle qualification retenue dans des conditions satisfaisant aux exigences de l'article 6 de la Convention européenne des droits de l'homme »). La France a reconnu cette erreur de procédure.

### Délit d'initiés
L'Autorité des marchés financiers (AMF) impose à Alain Duménil une sanction de 500 000 euros pour avoir commis un délit d'initiés concernant la Foncière Paris Nord (anciennement « ADT »). Le 27 novembre 2014, cette décision est confirmée par la cour d'appel de Paris. Le pourvoi d'Alain Duménil est rejeté par la cour de cassation le 11 mai 2017

### Fraude fiscale
Alain Duménil, contribuable suisse depuis 1997, a reçu des dividendes exceptionnels de la société immobilière Acanthe Développement entre 2003 et 2011 pour un montant total de 54 millions de francs suisses, qu'il aurait omis de déclarer, ce qui correspondrait à un montant d'impôts soustraits de 20 millions de francs. Le 27 novembre 2013, les autorités fédérales judiciaires suisses mènent des perquisitions aux domiciles d'Alain Duménil à Crans-Montana et à ses deux adresses à Genève. Alain Duménil invoque en vain son immunité diplomatique malgache.
Le 29 juin 2017, le tribunal correctionnel de Paris condamne Alain Duménil pour fraude fiscale à 1 an de prison avec sursis et 37 500 euros d'amende. Ce même tribunal a condamné solidairement Alain Duménil à payer les impôts dus avec la SAS Financière des Pins et Alliance Développement Capital SIIC.

### Banqueroute d'Alliance Designers
Alain Duménil est poursuivi pour banqueroute frauduleuse sur la société Alliance Designers et mis en examen le 26 mai 2021.
Cette affaire l'oppose singulièrement à la DGSE qui avait investi dans la société de luxe des fonds d'Etat pour se prémunir en cas d'invasion du territoire et aurait perdu 15 millions d'euros dans cette banqueroute soupçonnée d'être frauduleuse. En 2016, deux agents de la DGSE auraient ainsi menacé Duménil lors de son arrivée à l’aéroport de Roissy afin de tenter de récupérer ces fonds. À la suite d'une plainte déposée par l’homme d’affaires, la justice ouvre une seconde enquête pour tentative d’extorsion et met en examen Bernard Bajolet, alors directeur des renseignements extérieurs français, en octobre 2022 pour « complicité d’extorsion » et « atteinte arbitraire à la liberté individuelle par dépositaire de l’autorité publique ».

### Autres
Le 8 janvier 2009, il achète le château d'Alincourt dans l'Oise (à Parnes) dans une vente aux enchères, pour 4,57 millions d'euros. Il tente alors de déloger les 80 familles locataires du parc dans un camping ouvert par l'ex-propriétaire en 1976, via une société de sécurité privée,,.
Le 7 octobre 2011, Alain Duménil est contrôlé par trois policiers au volant d’une voiture lui appartenant immatriculée en plaque diplomatique du fait de sa fonction d'attaché culturel de la république de Madagascar auprès de l’ambassade de Genève en Suisse. Alain Duménil tient des propos agressifs et profère des insultes à l'encontre de ces personnes dépositaires de l'autorité publique dans l'exercice de leurs fonctions. Le 23 novembre 2011, le tribunal a estimé que la plainte déposée ensuite par les trois fonctionnaires de police était recevable, étant donné qu’Alain Duménil, s’il était couvert par un statut diplomatique, ne pouvait dans le cas présent s’en prévaloir puisqu’il était de nationalité française. Alain Duménil a démissionné de ses fonctions auprès de Madagascar le 2 mai 2014,.

## Publications
- La fête royale (roman), Plon, 2006 (ISBN 978-2-259-20848-2, BNF 41257044)« C’est le premier roman, ou plutôt un récit qui se lit comme un roman, de l’homme d’affaires Alain Duménil, passionné de littérature et fasciné par son personnage qui avait l’envergure d’un homme d’État. Un livre foisonnant qui conte en fait une fable, celle de l’écureuil (Fouquet), de la couleuvre (Colbert) et du soleil naissant (Louis XIV) » selon Marie-Catherine, dans Famille chrétienne[49].
- Parfum d'empire : la vie extraordinaire de François Coty (biographie), Plon, 2009 (ISBN 978-2-259-21031-7, BNF 41491980).
- Rue Bassano (roman), Fayard, 2012 (ISBN 978-2-213-66851-2, BNF 42667462)Une histoire d'amour sous l'Occupation à Paris ayant lieu rue Bassano, où siège l'entreprise de l'auteur et homme d'affaires.

## Décorations
- Officier de l'ordre national du Mérite (2003[50])
  - Chevalier du 22 octobre 1995[51]
- Commandeur de l'ordre des Arts et des Lettres (2004)[52]
- Officier de la légion d'honneur en 2024, après une suspension en 2014 pour dix ans[53],[54].